# MRGPRX3
MAS-sličan G-protein spregnuti receptor, član X3 je protein koji je kod ljudi kodiran MRGPRX3 genom.

## Literatura
1. ↑  Dong X, Han S, Zylka MJ, Simon MI, Anderson DJ (2001). „A diverse family of GPCRs expressed in specific subsets of nociceptive sensory neurons”. Cell. 106 (5): 619—32. PMID 11551509. doi:10.1016/S0092-8674(01)00483-4.
2. ↑  „Entrez Gene: MRGPRX3 MAS-related GPR, member X3”.

## Dodatna literatura
- Lembo PM; Grazzini E; Groblewski T;  . (2002). „Proenkephalin A gene products activate a new family of sensory neuron--specific GPCRs.”. Nat. Neurosci. 5 (3): 201—9. PMID 11850634. doi:10.1038/nn815.
- Strausberg RL; Feingold EA; Grouse LH;  . (2003). „Generation and initial analysis of more than 15,000 full-length human and mouse cDNA sequences.”. Proc. Natl. Acad. Sci. U.S.A. 99 (26): 16899—903. PMC 139241 . PMID 12477932. doi:10.1073/pnas.242603899.
- Gerhard DS; Wagner L; Feingold EA;  . (2004). „The status, quality, and expansion of the NIH full-length cDNA project: the Mammalian Gene Collection (MGC).”. Genome Res. 14 (10B): 2121—7. PMC 528928 . PMID 15489334. doi:10.1101/gr.2596504.
- Kaisho Y; Watanabe T; Nakata M;  . (2005). „Transgenic rats overexpressing the human MrgX3 gene show cataracts and an abnormal skin phenotype.”. Biochem. Biophys. Res. Commun. 330 (3): 653—7. PMID 15809047. doi:10.1016/j.bbrc.2005.03.027.